# مقاطعة كييف
مقاطعة كييف (بالأوكرانية: Київська область) هي مقاطعة في شمال وسط أوكرانيا، المركز الإداري لها هو مدينة كييف عاصمة أوكرانيا.

## الجغرافيا
تقع مقاطعة كييف في شمال وسط أوكرانيا، وتقدر مساحاتها ب 28,131 كم²، حوالي 4.7٪ من المساحة الإجمالية لأوكرانيا، يحدها شمالا روسيا البيضاء، و جنوبا تشيركاسي، و شرقا كل من تشرنيهيف وبولتافا، و غربا كل من فينيتسا وزيتومير.